# 石黒家
石黒家（いしぐろけ）は、秋田県仙北市角館町の通称「武家屋敷通り」に所在する武家屋敷のひとつ。仙北市の史跡に指定されている。なお、石黒家の周辺6.9ヘクタールは武家町として江戸時代の街並みや建造物の古式をよく遺していることから、1976年（昭和51年）、長野県の妻籠宿や京都市の産寧坂などとともに、日本で初めて国の重要伝統的建造物群保存地区として選定されている。

## 沿革
角館の石黒家は、明暦2年（1656年）、断絶した蘆名氏に代わって角館所預として入部した佐竹北家の佐竹義隣に召抱えられた石黒勘左衛門直起を初代としている。直起の父、石黒采女正（権兵衛）直之は越中国出身の牢人で、当時院内銀山の鉱山町として栄えた出羽国雄勝郡上院内に移住した人物であった。
初代直起当初の石黒家の住居は、現在地より西側、檜木内川に近い川原町に所在しており、家格は家老格の小野崎家（200石）に次ぐ150石取り、財政を担当する用人として佐竹北家に仕えた。
家伝によれば、8代石黒隼人祐直信が、住居を嘉永6年（1853年）に蓮沼七左衛門から買い受け、青柳家（秋田県指定史跡）の北に隣接する現在地（武家屋敷通り）に移転したとなっている。なお、石黒直信は、幕末から明治初めにかけて家塾「紅翠亭」を開き、学問の普及に尽力した人物で漢詩集として「毅堂詩集」を残している。なお、1881年（明治14年）には戊辰戦争で官軍側に立った久保田藩を援助し、犠牲者を出した旧肥前国大村藩を訪れている。
9代直幹（蒙斎）も漢詩を好み、晩年には角館町長を務めており、10代直豊は中等教育に力を注いで角館図書館の初代館長を務めた。現代の12代目当主石黒直次は、2005年（平成17年）3月より角館町長に就任。最後の角館町長を務め、同年10月の平成の大合併後の選挙では仙北市の初代市長となった。

## 住居
石黒家の薬医門には、文化6年（1809年）4月27日の墨書銘との矢板があり、角館に現存する武家屋敷のなかで年代の確認されるものとしては最古の建物となっている。玄関は、上位もしくは同格の身分を対象とする正玄関と、下位身分対象の脇玄関の2つがあり、正玄関には起り破風と懸魚をともなっている。
母屋は茅葺きで、角館の武家屋敷のなかでは唯一、母屋の座敷に入って建物を主体に内部を見学でき、欄間の透かしにみえる工夫や特徴的な畳敷きなどを実見できる。庭には築山や巨石が置かれるが、池はなく、樹齢300年のモミの大木をはじめ各種の常緑樹やモミジなどの落葉樹があり、東屋をともなっている。なお、常緑樹は、火災発生時の緊急に備え、火の粉がかからないよう植えられたものである。
明治・大正年間に増築された蔵には、歴代の武具や甲冑、また秋田蘭画の大成者で『解体新書』の挿図を描いた角館出身の武士小田野直武に関する古文書などが展示され、また、季節によって雛人形や五月人形、着物などを飾ることもある。
道路に面して排水溝があり、これは蘆名義勝の城下町建設にともなうもので全町をおおっている。また、屋敷を黒板塀がめぐり、石黒家の場合は屋敷から外を覗けるように「のぞき窓」をともなっている。なお、この塀の着色には柿のシブが用いられている。

## 住居の公開
住居には、角館の武家屋敷として唯一、現在も実際に石黒家のひとびとが住んでおり、客間などの母家一部、蔵、庭など、家屋敷の半分程度を公開している。随時、母屋の部屋で、スタッフからこの家についての概要や部屋の意匠などの特徴を案内説明してもらうことが出来る。公開時間は、年中無休で午前9時から午後5時の間。料金は、16歳以上（高校生以上）の大人が400円、6～15歳（小学生・中学生）の子供が200円である（団体や障害者（証明する手帳など提示必要）などの割引あり。